# Bithiodes obliquata
Bithiodes obliquata är en fjärilsart som beskrevs av Moore 1888. Bithiodes obliquata ingår i släktet Bithiodes och familjen mätare. Inga underarter finns listade i Catalogue of Life.